# Manufactura real
Las manufacturas reales (o reales fábricas) fueron las instalaciones industriales que se fundaron por iniciativa de los monarcas absolutos durante el Antiguo Régimen, como resultado de la aplicación de la política mercantilista. Muchas de ellas se dedicaban a la fabricación de objetos de lujo, para el consumo en primer lugar de los propios palacios reales.
El ejemplo más claro es la política de Jean-Baptiste Colbert en Francia durante el reinado de Luis XIV (manufactura de los Gobelinos, a partir de 1662, dedicada a tapices, alfombras y otros textiles), de modo que puede llamarse colbertismo a esta política económica. El objetivo de dicha política, dentro de la teoría proteccionista, era:
- impedir las exportaciones de materias primas, es decir, la salida de recursos del país
- fomentar las exportaciones de productos manufacturados
- impedir las importaciones de dichos productos (generalmente de lujo), que si no se habrían comprado en el exterior
- equilibrar la balanza de pagos

La emulación de las costumbres del rey harán que las clases altas obtengan un público consumidor mayor (incluso fuera de las fronteras francesas).
La llegada a España de la casa de Borbón en el siglo XVIII hizo que se aplicara dicho modelo con las Reales Fábricas. Estas se dividían en dos grandes categorías: aquellas fundadas por la Corona y aquellos negocios privados ya existentes a los que se les otorgaba dicha categoría.
Real Fábrica de Cristales de La Granja, La Real Fábrica de Loza Fina y Porcelana de Alcora, Porcelana del Buen Retiro o la posterior de La Moncloa, Real Fábrica de Tapices, Real Fábrica de Relojes, Real Laboratorio de Mosaicos y Piedras Duras del Buen Retiro, Real Fábrica de Sedas de Talavera de la Reina, Real Fábrica de Paños de Guadalajara —denominada de Sarguetas, es decir, telares: Real Fábrica de Sarguetas de San Carlos—, Real Fábrica de Hilar Sedas a la Piamontesa, en Murcia, Real Fábrica de Paños de San Fernando de Henares, Real Fábrica de Don Diego López Béjar, Real Fábrica de Paños de Brihuega, Real Fábrica de Hilados y Tejidos de Algodón de Ávila, a las que hay que sumar las que se dedican a producciones estratégicas, como las armas (Real Fábrica de Armas de Toledo, Real Fábrica de Artillería de La Cavada —fundada anteriormente, en 1622—, Fábrica de Armas de Trubia y Real Fábrica de Artillería de Sevilla), o artículos de gran consumo que se monopolizan por el Estado como regalías: tabaco (la Real Fábrica de Tabacos de Sevilla y la de Madrid), aguardiente, naipes... La Real Compañía de Hilados de Algodón del Principado de Cataluña (1771) estuvo en el origen de la industria textil catalana (indianas) y terminó constituyéndose en la organización patronal privada Fomento del Trabajo Nacional.

## Precedentes medievales
Las Nobiles Officinae del reino de Sicilia en tiempos de Roger II (siglo XII) se dedicaban a la producción de todo tipo de productos suntuarios.

## Reales fábricas fundadas por la Corona de España

### Tejidos
- Real Fábrica de Paños y Sarguetas de San Carlos, en Guadalajara (1719-1822). Dedicada a la fabricación de paños y sarguetas.[5][6]
- Real Fábrica de Tapices, en Madrid (1721-actualidad). Fundada por Felipe V, continúa abierta en la actualidad, fabricando tapices, alfombras y reposteros.[7]
- Real Fábrica de Paños, en Brihuega (1750-1835). Fundada por Fernando VI influenciado por su hermanastro Luis de Borbón y Farnesio, se hizo como sucursal de la Real Fábrica de Paños de Guadalajara.[8]
- Real Fábrica de Paños, en Ezcaray (1752-1845). También denominada de Santa Bárbara, en 1773 le fue concedido el privilegio de Compañía Real, pasando a denominarse Compañía Real de San Carlos y Santa Bárbara.
- Real Fábrica de Lencería, en La Granja de San Ildefonso (c. 1759-1807). Fábrica de lienzos instalada para estimular el arte de la lencería, también producía mantelería. Fue conocida como La Calandria y en 1807 ya había desaparecido.[9]

### Armas
- Real Fábrica de Artillería, en Jimena de la Frontera (1761-1788). Cobró especial relevancia durante el sitio de Gibraltar, al que se destinó la mayor parte de su producción.
- Real Fábrica de Armas, en Toledo (1761-1996). En 1910 cambia su nombre por el de «Fábrica Nacional de Toledo».
- Real Fábrica de Municiones, en Eugui (1764-1794).
- Real Fábrica de Pólvora, en Santa Fe (1779-1810).[10]
- Real Fábrica de Armas y Municiones, en Orbaiceta (1784-1884).
- Real Fábrica de Municiones y Armas portátiles, en Trubia (1794-actualidad). En el siglo XX cambia su nombre por el de «Fábrica Nacional de Cañones de Trubia».[11]

### Cerámica, loza y porcelana
- Real Fábrica de la China, en Madrid (1760-1808).
- Real Fábrica de La Moncloa, en Madrid (1817-1850). Fundada bajo Fernando VII con intención de emular a la anterior.

### Tabaco
- Real Fábrica de Tabacos, en Madrid (1792-2000). En 1902 fue adquirida por la Compañía Anónima Tabacalera.[12]
- Real Fábrica de Tabacos, en La Coruña (1804–2002).
- Real Fábrica de Tabacos, en Cádiz (1741-1870). En 1829 fue renombrada Fábrica Nacional de Tabacos de Cádiz.
- Real Fábrica de Puros y Cigarros, en México (1769-1827).

### Otros productos
- Real Fábrica de Cristales de La Granja, en La Granja de San Ildefonso (1727-1963; 1982-actualidad).
- Real Fábrica de Hojalata de San Miguel, en Júzcar (1731-1808).[13]
- Real Laboratorio de Mosaicos y Piedras Duras del Buen Retiro, en Madrid (1759-1808).
- Reales Fábricas de Bronce y Latón, en Riópar (1773-1831). Cedida a particulares en 1831.
- Real Fábrica de Naipes, en Málaga (1776-1815).
- Real Escuela de Platería y Máquinas, en Madrid (1778-1869).
- Real Fábrica de Papeles Pintados, en Madrid (1786-1836).[14]
- Real Fábrica de Relojes, en Madrid (1788-1794).
- Real Fábrica de Cera, en Madrid (1788-1834). Fue mandada construir por Carlos III en 1788 y en 1834, la reina María Cristina ordenó su clausura.
- Real Fábrica de Navíos, Sant Feliu de Guíxols (1716[15] -1724). Fue mandado construir por Felipe V.
- Fundición Real de Presidio de Andarax, en Fuente Victoria.
- Fundición Real de Alcora, en Alcora.

## Reales fábricas que recibieron el título después de su fundación

### Tejidos
- Real Fábrica de Mantelería, en La Coruña (1685-1723). Instalada en la calle de la Mantelería, en 1790 disponía de 500 trabajadores.[16]

- Real Fábrica de Paños, en San Fernando de Henares (1746-1766).[17]

- Real Fábrica de Sedas, en Talavera de la Reina (1748-1862).[18]

- Real Fábrica de Lencería, en León (c. 1759-1769). Instalada en los antiguos palacios reales, en ella se confeccionaba lencería común y entrefina, manteles, terlices, lonas, medias, calceras, gorros, fajas, hilo, guantes y otros tejidos.[19][20]

- Real Fábrica de Paños, en Segovia (1763-1862). Aunque establecida en la referida fecha, fue el fruto de la modernización del Sello Real de Paños, que siendo dependiente de la Corona de España se estableció en la ciudad en 1673.[21]

- Real Compañía de Hilados de Algodón, en Barcelona (1772-1847). Creada para fomentar en Cataluña la hilatura de algodón en rama americano. En 1847 abandonó su función real y en 1889 se constituyó junto a otros organismos en la organización patronal privada Fomento del Trabajo Nacional.[22]

- Real Fábrica de Hilar Sedas a la Piamontesa, en Murcia (1770-). Los primeros años de funcionamiento fueron bastante complicados, y cerró en varias ocasiones.[23]

- Real Fábrica de Holandillas y Bocacíes, en Madrid (1785- ). Dedicada a la mercería, especiería y droguería, se situaba en la calle Mira el Río.[24]

- Real Fábrica de Hilados y Tejidos de Algodón, en Ávila (1787).

- Real Fábrica de Lonas, Vitres e Hilazas, en Cervera del Río Alhama (1790).

- Real Fábrica de Paños, en Alcoy (1800).

- Real Fábrica de Hules, en Cádiz. Dedicada a la fabricación de hules de seda y lienzos finos, estaba ubicada en la calle de San Rafael.[25]

- Real Fábrica de Sedas, en Valencia (siglo XVIII).[26]

- Real Fábrica de Don Diego López, en Béjar privilegio otorgado por Carlos III en 1782 al propietario de la fábrica situada en el centro de la ciudad, surgida por la evolución de una casa-obrador durante el proceso de industrialización de la ciudad iniciado por los duques en el siglo XIII.

### Armas
- Real Fábrica de Cañones, en Placencia de las Armas.
- Real Fábrica de Artillería, entre Liérganes y La Cavada (1622). Nacionalizada y convertida en manufactura real en 1763[27]
- Reales Fábricas de Pólvora, en Villafeliche.
- Reales Fábricas de Pólvora, en Murcia.
- Real Fábrica de Artillería, en Sevilla (1565). Adquirida por el Estado en 1634[27]
- Real Fábrica de Pólvora, en Madrid.

### Cerámica, loza y porcelana
- Real Fábrica de Loza y Porcelana, en Alcora (1727-1895). En 1729 se convirtió en fábrica real.
- Real Fábrica de Loza, en Sargadelos (1806). Hacia 1810 se le otorgó el apelativo de "real".
- Real Fábrica de Azulejos, en Valencia (1795-1900).

### Tabacos
- Real Fábrica de Tabacos, en Sevilla (1620). En 1730 el Estado asumió el control de la fábrica y en 1758 se inauguró el presente edificio.

### Otros productos
- Real Fábrica de Abanicos, en Madrid de Eugenio Pros (ca.1788)[28]
- Real Fábrica de Abanicos, en Valencia (ca.1797).[29]
- Real Fábrica de Aguardientes, Naipes y Papel Sellado, en Madrid (1781).
- Real Fábrica de Coches, en Madrid, en la plaza de Lavapiés esquina a la calle Tribulete. Ardió en 1800, pero es nombrada aún en 1815. Durante el siglo XIX se cita otra en las Vistillas, pero ninguna fuente aclara su relación.
- Real Fábrica de Filtraciones de Lejías, en Madrid, en la puerta de los Pozos de la Nieve de Manuel.
- Real Fábrica de Jarcia, en Puerto Real.
- Real Fábrica de Papel, en San Fernando de Henares. Instalada por Felipe V para abastecer a la Corona y suministrar papel sellado a las Indias, no tuvo gran éxito.[30]
- Real Fábrica de Plomo, en Fuente Victoria.
- Real Fábrica de Salitre, en Madrid, en el Barranco de Embajadores.
- Real Fábrica de Sombreros, en San Fernando de Henares. Ubicada en la calle de Jesús y María, en 1758 uno de los gremios de sombrereros se encargó de administrarla.[31]
- Real Taller de Marfiles del Buen Retiro

## Reales fábricas en América
- Real Fábrica de Aguardiente, en Guayaquil (1778).
- Real Fábrica de Tabacos, en La Habana.